# Maria Adelheid av Österrike
Maria Adelheid av Österrike (Adelheid Franziska Marie Rainera Elisabeth Clotilde), inom familjen kallad Adèle, född 3 juni 1822 i Milano, död 20 januari 1855 i Turin, var drottning av Sardinien.

## Biografi
Maria Adelheid var dotter till ärkehertig Rainier Joseph av Österrike, Österrikes vicekung i Lombardiet, och Elisabeth av Savojen-Carignano. Hon gifte sig med kung Viktor Emanuel II av Sardinien den 12 april 1842 på Stupinigi.
Äktenskapet arrangerades som en allians mellan familjerna Savojen och Habsburg men uppfattades som ett sätt för Österrike att stärka sin maktbas i Italien. Hon fick vid vigseln titeln hertiginna av Savojen, men behöll också sin titel kejserlig höghet tills hon blev drottning.
Maria Adelheids svärmor Maria Teresia, som också var hennes kusin, utövade ett starkt inflytande över maken under deras äktenskap. Adelheid hade fått en strikt uppfostran och beskrivs som timid och from, intresserad av välgörenhet och en trogen maka till sin otrogne make.
Maria Adelheid blev drottning när hennes make besteg tronen år 1849. Hon hade aldrig något politiskt inflytande, men vid ett tillfälle stödde hon sin svärmors försök att utöva ett sådant inflytande. När Camillo di Cavour år 1854 lade fram en reform mot kyrkans privilegier, gick hon med på att tillsammans med svärmodern gå till kungen och vädja till honom att inte godkänna reformen med argumentet att den var kyrkofientlig och därför oacceptabel för alla kristna. Försöket var dock förgäves.
Maria Adelheid avled i mag-tarmkatarr sedan hon några dagar efter sin förlossning fått förkylning efter att ha närvarat vid sin svärmors begravning.

## Barn
1. Clothilde (1843–1911; gift med Napoleon-Jérôme-Joseph-Charles Bonaparte)
2. Umberto I (1844–1900)
3. Amedeo (1845–1890; kung av Spanien 1870–1873)
4. Oddone Eugenio av Savojen (1846–1866)
5. Maria Pia av Italien (1847–1911; gift med Ludvig I av Portugal)
6. Carlo Alberto av Savojen (1851–1854)
7. Vittorio Emanuele (född 7 juli 1852, död 7 juli 1852)
8. Vittorio Emanuele av Savojen (född 8 januari 1855, död 17 maj 1855)

## Bilder
| - Maria Adelheid av Österrike. Målning av Felice Barucco. - Maria Adelheid av Österrike. |